# Silvia Arteaga
Silvia Arteaga – wenezuelska judoczka.
Brązowa medalistka igrzysk Ameryki Środkowej i Karaibów w 2006 roku.